# Händel-Festspiele Karlsruhe
Die Internationalen Händel-Festspiele Karlsruhe sind ein Musik- und Opernfestival für die Werke des Barockkomponisten Georg Friedrich Händel, das seit 1978 vom Badischen Staatstheater Karlsruhe veranstaltet wird. Es ehrt neben dem Komponisten auch den Europäer Georg Friedrich Händel, der mit seinem musikalischen Schaffen und seiner Lebensphilosophie ein schrankenloses Europa lebte.
Die Festspiele wurden 1978 von Generalintendant Günter Könemann unter dem Namen Händeltage begründet, ehe sie 1985, anlässlich der 300. Wiederkehr des Händelschen Geburtstages, in den Rang von Festspielen erhoben und die badische Stadt somit neben Göttingen und Halle zur jüngsten der insgesamt drei Händel-Festspielstätten wurde. Seither führt das Theater die Tradition der Barockpflege fort.
Die Festspiele finden jährlich um den 23. Februar, um den Geburtstag des Komponisten, statt. Es wird mindestens eine Eigenproduktion einer Händel-Oper präsentiert. Hinzu kommen weitere Produktionen (etwa Opern anderer Komponisten, Uraufführungen neuer Werke mit Bezug zum Barock, Kinderopern), Gastspiele, Orchester- und Kammermusikkonzerte. Die Festspiele locken damit nicht nur Besucher aus der ganzen Welt in die Fächerstadt, sondern auch Stars der Barockmusik sowie weltweit führende Händel-Interpreten. Von Februar bis März 2025 veranstalteten die Festspiele mit dem "Farinelli-Wettbewerb" den weltweit ersten Gesangswettbewerb für Countertenöre. Ausgeschrieben für Countertenöre aller Stimmfächer unter 35 Jahre, werden dabei nicht nur Geldpreise, sondern auch konkrete Engagements vergeben. Erster Preisträger des Wettbewerbs ist der aus Honduras stammende Sopranist Dennis Orellana.
Das Orchester der Festspiele sind die Deutschen Händel-Solisten, die sich der historischen Aufführungspraxis verschrieben haben.
Die 43. Ausgabe des Festivals Anfang des Jahres 2020 zog fast 14.000 Besucher an und erreichte damit einen Rekord. Die 19 Opern- und Konzertveranstaltungen waren zu rund 99 Prozent ausgelastet.
Das Management hatte Michael Fichtenholz von 2014 bis 2021 inne. 2022 wird das Festival von Generalintendant Ulrich Peters und Operndirektorin Nicole Braunger geleitet. Zwischen 1997 und 1999 arbeitete Peters bereits als Oberspielleiter des Musiktheaters und Leiter der Händel-Festspiele am Staatstheater Karlsruhe.

## Die deutschen Händel-Solisten
1985 wurde ein eigenes Orchester, die Deutschen Händel-Solisten, gegründet, das in das Programm der Festspiele eingebunden ist. Die Festspiele sind die ersten ihrer Art, für die ein eigenes internationales Spezialorchester gegründet wurde. Anlass war ebenfalls das Europäische Jahr der Musik und der 300. Geburtstag von Georg Friedrich Händel. Absicht war es, die Rezeption Händelscher Werke und der seiner Zeitgenossen mit einem Klangkörper, der durch sein verwendetes Instrumentarium die Aufführungsbedingungen des frühen 18. Jahrhunderts widerspiegelt, optimal zu unterstützen.
Das Staatstheater Karlsruhe „leistet“ sich als einziges Mehrspartenhaus in Deutschland dieses Festival-Orchester jährlich und sorgt somit neben den Produktionen der hauseigenen Badischen Staatskapellefür eine lebendige und spannende Rezeption barocker Werke.
Es besteht zudem eine enge Kooperation der Internationalen Händel-Festspiele mit der 1989 gegründeten Händelgesellschaft Karlsruhe e. V. und mit der 1986 ins Leben gerufenen Internationalen Händel-Akademie mit Meisterkursen für barocke Aufführungspraxis.

## Internationale Händel-Akademie
1986 rief das Theater gemeinsam mit der Hochschule für Musik Karlsruhe die Internationale Händel-Akademie ins Leben. In enger Zusammenarbeit mit der Staatlichen Hochschule für Musik Karlsruhe führt sie jährlich Kurse durch, in denen Spezialisten den barocken Gesangsstil und die spezielle Spielweise der historischen Musikinstrumente aus der Zeit Händels lehren. Das begleitende Symposium und die Konzerte der Akademie sind eine Ergänzung des Hauptprogrammes der Händel-Festspiele.
In den parallel dazu stattfindenden Kolloquien beschäftigen sich Musikhistoriker, Musiker, Kritiker und Regisseure gemeinsam mit aufführungspraktischen und inszenatorischen Fragen, insbesondere im Hinblick auf Händels Opern und Oratorien.

## Chronik der aufgeführten Bühnenwerke
Wenn nicht anders angegeben, handelt es sich um szenische Aufführungen von Opern oder Oratorien von G. F. Händel in Originalsprache (meist italienisch oder englisch). Wiederaufnahmen im Folgejahr sind nicht eigens angegeben. Konzertante Darbietungen sind ebenfalls nicht aufgeführt.
- 1978 – Alcina (deutsch)
- 1979 – Deidamia (deutsch)
- 1980 – Semele (deutsch)
- 1981 – Rinaldo
- 1982 – Poro, dell’Indie (deutsch)
- 1983 – Serse (deutsch)
- 1984 – Giulio Cesare in Egitto
- 1985 – Pasticcio (modernes Pasticcio nach Händel von Jean-Louis Martinoty)
- 1986 – Orlando (deutsch)
- 1987 – Rodrigo (deutsch/italienisch)
- 1988 – Belshazzar
- 1989 – Imeneo (deutsch)
- 1990 – Admeto
- 1991 – Arianna in Creta
- 1992 – Publio Cornelio Scipione
- 1993 – Tamerlano
- 1994 – Il pastor fido
- 1995 – Ezio
- 1996 – Amadigi di Gaula
- 1997 – Agrippina
- 1998 – Siegfried Matthus: Farinelli (Uraufführung)
- 1998 – Rodelinda (deutsch/italienisch)
- 1999 – Alessandro Scarlatti: Il trionfo dell’onore (deutsch/italienisch)
- 1990 – Saul
- 2000 – Flavio
- 2001 – Franz Hummel: Styx (Uraufführung)
- 2001 – Berenice (deutsch/italienisch)
- 2002 – Die Plagen (modernes Pasticcio nach Händel von Sven Severin)
- 2002 – Ottone, re di Germania
- 2003 – Giustino
- 2003 – Lucio Cornelio Silla (deutsch/italienisch)
- 2004 – Reinhard Keiser: Die römische Unruhe oder Die edelmütige Octavia
- 2005 – Almira, Königin von Castilien
- 2006 – Lotario
- 2007 – La Resurrezione
- 2008 – Giulio Cesare in Egitto
- 2009 – Radamisto
- 2010 – Ariodante
- 2011 – Partenope
- 2012 – Alessandro
- 2014 – Riccardo Primo
- 2015 – Teseo
- 2016 – Arminio
- 2017 – Semele
- 2018 – Alcina
- 2019 – Serse
- 2020 – Tolomeo, re di Egitto
- 2021 – ausgefallen
- 2022 – Hercules
- 2023 – Ottone, re di Germania
- 2024 – Siroe, re di Persia
- 2025 – Rinaldo